# Sebastian Mrowka
Sebastian Mrowka (* 6. Mai 1992 in München) ist ein deutscher Bobsportler.

## Werdegang
Mrowka trainierte zunächst als Hochspringer, ehe er zu den 100-m-Sprintern seines Vereins LG Region Landshut wechselte. Über ein Zeitungsgesuch wurde er auf den Piloten Philipp Mölter aufmerksam, der ein neues Vierer-Team suchte. So kam er 2012 zu seinen ersten Fahrten im Eiskanal. Nach Lehrgängen wechselte er 2014/2015 zum Bobpiloten Johannes Lochner. Bei ihm gelang Mrowka 2015 der Sprung in die Nationalmannschaft.
In der Saison 2015/2016 gewann das Team um Lochner im Europacup alle Rennen im Zweier- und Viererbob und die Junioren-Weltmeisterschaft. Dadurch konnte sich Mrowka für die Bob-WM in Innsbruck qualifizieren und erreichte als jüngstes Teammitglied den 6. Rang.
Ein Trainerwechsel zu Thomas Prange brachte den Durchbruch in den A-Kader und das Weltcup-Team. In seiner ersten Saison gewann Mrowka zwei Weltcuprennen, je mit Startbestzeiten. Aufgrund dieser Leistungen durfte er sich in das goldene Sportbuch der Stadt Landshut eintragen. Zudem wurde er zu Niederbayerns Sportler des Jahres gewählt sowie zur Mannschaft des Jahres in Berchtesgaden.
Mrowka gehört dem Bob-Club Stuttgart Solitude an.

## Privates
Seit 2019 ist Mrowka Bachelor of Science für Wissenschaftliche Grundlagen des Sports an der TU München. Seit 2011 arbeitet er als Leichtathletiktrainer, Personal Trainer und Fitnesscoach.